# Cratogeomys goldmani
Cratogeomys goldmani là một loài động vật có vú trong họ Chuột nang, bộ Gặm nhấm. Loài này được Merriam mô tả năm 1895.